# 歐洲太陽望遠鏡
歐洲太陽望遠鏡  (EST)  是歐洲為了抗衡美國目前正在夏威夷建造的先進技術太陽望遠鏡的對應計畫。正在編制的歐州太陽望遠鏡協會，在2011年5月完成了概念設計研究。協會的成立主要目標是設計和建造歐洲太陽望遠鏡，以確保太陽物理學在歐洲共同體的延續。

## 合作夥伴
歐洲太陽望遠鏡由來自西班牙、德國、荷蘭、義大利、瑞典、法國、英國、捷克共和國和斯洛伐克等國家的14個研究機構和15個工業夥伴共同合作。

## 外部連結
- Official EST homepage （页面存档备份，存于）
- European Association for Solar Telescopes website （页面存档备份，存于）